# Wolf Island (Missouri)
Pour les articles homonymes, voir Wolf Island (homonymie).
Wolf Island (Missouri) est une des premières colonies français dans le Missouri (État) au XVIIIe siècle. Située sur une île, le site basculera ensuite dans l'État voisin du Kentucky lorsque l'île sera rattachée à la terre ferme.

## Histoire
En 1792, l'actuel site de Wolf Island (Missouri) est occupé par des colons, puis est accaparée, en 1799, par Samuel Mason et son gang de pirates du fleuve.
Wolf Island, située juste en aval de Columbus, dans l'État du Kentucky, est sur le côté du Missouri de la rivière. La ville a été étudiée dans le cadre d'un rapport sur le Missouri en 1821. Sans digue de protection contre les inondations, la partie de l'île restée au milieu de la rivière a perdu son intérêt et a ensuite été inhabitée, d'où son nom de l'île du loup, selon Margot Ford McMillen .
Le parcours de la rivière entre Le Caire et New Madrid s'est révélé particulièrement gênant pour les cartographes, les avocats et même des juges de la Cour suprême des États-Unis. Dans un arrêt au titre poétique de "Missouri contre Kentucky", elle a décidé que les 15.000 acres de l' ancienne île étaient situés en fait dans le Kentucky. . Une route traverse la frontière du Missouri vers le Kentucky sans aucune trace d'un passage de la frontière.